# Berosus salvini
Berosus salvini är en skalbaggsart som beskrevs av Sharp 1882. Berosus salvini ingår i släktet Berosus och familjen palpbaggar. Inga underarter finns listade i Catalogue of Life.